# Luka Modrić
Luka Modrić (Zadar, 9 september 1985) is een Kroatisch voetballer. Hij verruilde Real Madrid in 2025 voor het Italiaanse AC Milan. Modrić debuteerde in 2006 in het Kroatisch voetbalelftal, waarin hij in augustus 2016 Darijo Srna opvolgde als aanvoerder en in maart 2021 als recordinternational. Modrić werd op 30 augustus 2018 verkozen tot Europees Voetballer van het Jaar en op 24 september 2018 tot Wereldvoetballer van het Jaar. Hij kreeg op 15 juli 2018 de Gouden Bal voor beste speler van een WK-finale uitgereikt. Op 3 december 2018 kreeg hij de Ballon d'Or uitgereikt. Op 15 oktober 2023 speelde hij zijn duizendste wedstrijd als profvoetballer in de met 2-1 verloren EK-kwalificatiewedstrijd tegen Wales. Hij wordt gezien als een van de beste middenvelders ooit. 
Luka Modrić is geboren in de stad Zadar. Zijn moeder, Radojka Modrić, was een textielarbeider en zijn vader, Stipe Modrić, was een militaire monteur die auto’s repareerde voor Kroatische soldaten tijdens de oorlog. Hij is getrouwd en heeft drie kinderen.

## Clubcarrière

### Dinamo Zagreb
Modrić is afkomstig uit de jeugd van Dinamo Zagreb. De eerste twee jaar werd hij door Dinamo verhuurd aan andere Kroatische clubs. Na die twee jaar mocht hij in het eerste team van Dinamo spelen. Hij speelde drie jaar in het eerste en werd daarna verkocht aan Tottenham Hotspur.

### Tottenham Hotspur
Bij Tottenham was Modrić al gelijk een vaste waarde. De middenvelder vond in zijn eerste jaar niet zo vaak het net als bij Dinamo, maar speelde wel sterk tussen alle grootheden van de Engelse competitie. Zijn tweede jaar bij Tottenham verliep iets minder, maar hij begon wel steeds belangrijker te worden voor Tottenham. In zijn derde seizoen in Londen was Modrić het succesvolst. De kleine middenvelder kon aan het eind van het seizoen voor 45 miljoen pond naar Chelsea vertrekken, maar Tottenham eiste een bedrag van minstens vijf miljoen pond meer. Samen met Rafael van der Vaart en Gareth Bale was de middenvelder het gouden trio bij de Engelse topclub. In de zomer van 2012 ging hij voor 30 miljoen euro naar Real Madrid. Modrić was de vierde Kroatische speler in de geschiedenis van 'de Koninklijken'.

### Real Madrid
Modrić debuteerde voor Real Madrid als invaller in een met 2–1 gewonnen wedstrijd om de Supercopa tegen FC Barcelona. Bij Real Madrid viel de middenvelder in het begin niet meer zo vaak op als bij Tottenham. Zijn eerste doelpunten maakte Modrić van buiten het strafschopgebied tegen Real Zaragoza. Het leidde tot een permanente basisplaats. In mei 2013 was hij samen met Michael Essien en Diego López de enige die nog achter trainer José Mourinho stond. In het seizoen daarop kreeg hij een nieuwe trainer. Carlo Ancelotti was voortaan degene waar hij indruk op zou moeten maken. Toen Real Madrid op een tour was in de Verenigde Staten, stond hij altijd in de basis. Door zijn spel was Mesut Özil niet meer zo belangrijk en vertrok hij naar Arsenal. Verderop in het seizoen bleek ook dat Sami Khedira voor een paar maanden uitgeschakeld zou zijn. Khedira was ook een basisspeler; dat betekende dat zijn concurrenten ook in het elftal ruimte kregen en op speelminuten konden rekenen. In de UEFA Champions League maakte Modrić een doelpunt in de groepsfase tegen FC Kopenhagen. De Kroatische middenvelder raakte geblesseerd tijdens een EK-kwalificatiewedstrijd met Kroatië, waardoor ook de Spaanse voetbalgrootmacht niet over Modrić kon beschikken. Na een maandenlange revalidatie sinds november 2014 trainde de nummer negentien na precies vijfennegentig dagen weer mee met de club. Na 107 dagen kwam de competitiewedstrijd tegen Villarreal, waar het eindigde in een gelijkspel. Op een gegeven moment begon het publiek in het Estadio Santiago Bernabéu te scanderen om Modrić, nadat trainer Carlo Ancelotti Isco in het spel bracht. Ancelotti werd hevig bekritiseerd door de supporters na het duel. Modrić keerde terug op 10 maart 2015 in de wedstrijd tegen FC Schalke 04, die met 3–4 werd verloren. Toch stroomde de ploeg van Modrić door naar de kwartfinales van de UEFA Champions League.
Na in het seizoen 2016/17 opnieuw de UEFA Champions League te hebben gewonnen, ditmaal ten koste van Juventus (4–1), werd hij als een van de achttien spelers opgenomen in het sterrenteam van de UEFA Dat jaar won Real ook de landstitel.
In het volgende seizoen won Modrić opnieuw de UEFA Champions League met Real, voor de derde keer op rij dus, een unicum. In de finale werd Liverpool met 3–1 opzijgezet. In de competitie moesten FC Barcelona (zeventien punten voorsprong, landskampioen) en Atlético Madrid (drie punten voorsprong) voorgelaten worden.
In mei 2025 maakte Modrić bekend te stoppen bij Real Madrid na het Wereldkampioenschap voetbal voor clubs 2025 en kwam er na dertien jaar een einde aan het dienstverband van Modrić bij Real Madrid. De club verlengde zijn aflopende contract niet. Met De Koninklijke won Modrić uiteindelijk 28 prijzen.

### AC Milan
In het seizoen 2025/26 tekende Modrić transfervrij een contract bij het Italiaanse AC Milan tot 30 juni 2026, nadat zijn contract bij Real Madrid afliep.

## Clubstatistieken
| Seizoen     | Club              | Competitie       | Competitie | Competitie | Competitie | Beker | Beker | Beker | Europa | Europa | Europa | Totaal | Totaal | Totaal |
| Seizoen     | Club              | Competitie       | Wed.       | Dlp.       | Ass.       | Wed.  | Dlp.  | Ass.  | Wed.   | Dlp.   | Ass.   | Wed.   | Dlp.   | Ass.   |
| ----------- | ----------------- | ---------------- | ---------- | ---------- | ---------- | ----- | ----- | ----- | ------ | ------ | ------ | ------ | ------ | ------ |
| 2006/07     | Dinamo Zagreb     | Prva HNL         | 30         | 6          | 10         | 0     | 0     | 0     | 6      | 0      | 0      | 36     | 6      | 10     |
| 2007/08     | Dinamo Zagreb     | Prva HNL         | 25         | 13         | 11         | 0     | 0     | 0     | 12     | 3      | 0      | 37     | 16     | 11     |
| Club Totaal | Club Totaal       | Club Totaal      | 55         | 19         | 21         | 0     | 0     | 0     | 18     | 3      | 0      | 73     | 22     | 21     |
| 2008/09     | Tottenham Hotspur | Premier League   | 34         | 3          | 9          | 6     | 1     | 0     | 4      | 1      | 1      | 44     | 5      | 10     |
| 2009/10     | Tottenham Hotspur | Premier League   | 25         | 3          | 4          | 7     | 0     | 3     | —      | —      | —      | 32     | 3      | 7      |
| 2010/11     | Tottenham Hotspur | Premier League   | 32         | 3          | 2          | 2     | 0     | 0     | 9      | 1      | 1      | 43     | 4      | 3      |
| 2011/12     | Tottenham Hotspur | Premier League   | 36         | 4          | 5          | 3     | 0     | 1     | 2      | 1      | 0      | 41     | 5      | 6      |
| Club Totaal | Club Totaal       | Club Totaal      | 127        | 13         | 20         | 18    | 1     | 4     | 15     | 3      | 2      | 160    | 17     | 26     |
| 2012/13     | Real Madrid       | Primera División | 33         | 3          | 5          | 9     | 0     | 2     | 11     | 1      | 1      | 53     | 4      | 8      |
| 2013/14     | Real Madrid       | Primera División | 34         | 1          | 6          | 6     | 0     | 0     | 11     | 1      | 3      | 51     | 2      | 9      |
| 2014/15     | Real Madrid       | Primera División | 16         | 1          | 4          | 2     | 0     | 0     | 7      | 0      | 1      | 25     | 1      | 5      |
| 2015/16     | Real Madrid       | Primera División | 32         | 2          | 4          | 0     | 0     | 0     | 12     | 1      | 0      | 44     | 3      | 4      |
| 2016/17     | Real Madrid       | Primera División | 25         | 1          | 2          | 2     | 0     | 1     | 14     | 0      | 2      | 41     | 1      | 5      |
| 2017/18     | Real Madrid       | Primera División | 26         | 1          | 6          | 3     | 0     | 0     | 14     | 1      | 2      | 43     | 2      | 8      |
| 2018/19     | Real Madrid       | Primera División | 34         | 3          | 6          | 3     | 0     | 0     | 9      | 1      | 2      | 46     | 4      | 8      |
| 2019/20     | Real Madrid       | Primera División | 31         | 3          | 8          | 3     | 1     | 0     | 6      | 1      | 0      | 40     | 5      | 8      |
| 2020/21     | Real Madrid       | Primera División | 35         | 5          | 3          | 1     | 0     | 0     | 12     | 1      | 3      | 48     | 6      | 6      |
| 2021/22     | Real Madrid       | Primera División | 28         | 2          | 8          | 4     | 1     | 0     | 13     | 0      | 4      | 45     | 3      | 12     |
| 2022/23     | Real Madrid       | Primera División | 25         | 4          | 3          | 8     | 0     | 2     | 6      | 2      | 1      | 39     | 6      | 6      |
| 2023/24     | Real Madrid       | Primera División | 32         | 2          | 6          | 3     | 0     | 2     | 11     | 0      | 0      | 46     | 2      | 8      |
| 2024/25     | Real Madrid       | Primera División | 10         | 0          | 2          | 0     | 0     | 0     | 3      | 0      | 1      | 13     | 0      | 3      |
| Club Totaal | Club Totaal       | Club Totaal      | 311        | 26         | 55         | 41    | 2     | 5     | 115    | 9      | 19     | 475    | 37     | 79     |
| 2025/26     | AC Milan          | Serie A          | 0          | 0          | 0          | 0     | 0     | 0     | 0      | 0      | 0      | 0      | 0      | 0      |
| Club Totaal | Club Totaal       | Club Totaal      | 0          | 0          | 0          | 0     | 0     | 0     | 0      | 0      | 0      | 0      | 0      | 0      |
| TOTAAL      | TOTAAL            | TOTAAL           | 493        | 58         | 96         | 59    | 3     | 9     | 148    | 15     | 21     | 708    | 76     | 126    |

## Interlandcarrière

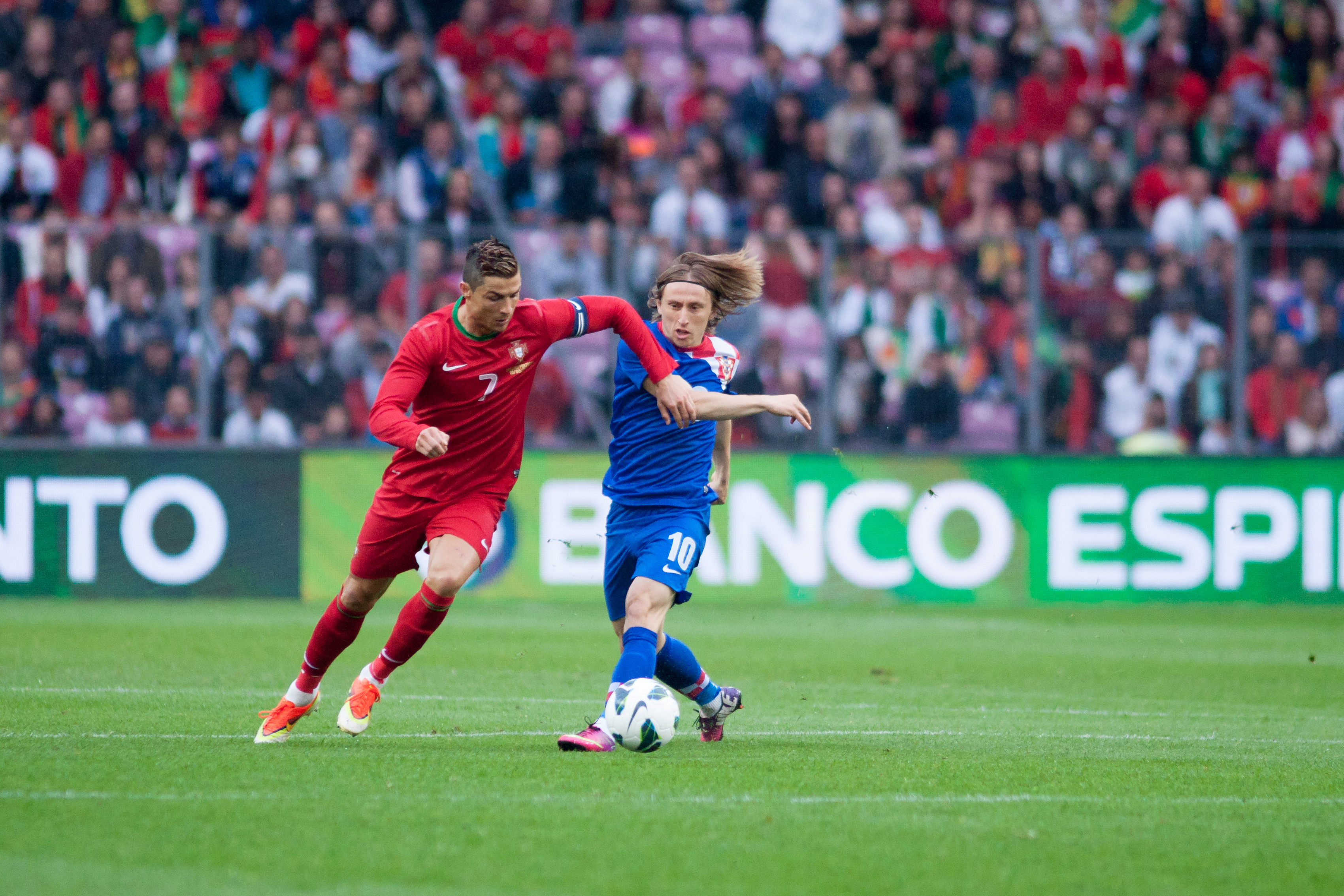
Modrić (rechts) in een duel met clubgenoot Cristiano Ronaldo op 10 juni 2013 in de vriendschappelijke wedstrijd tegen Portugal

Bij het Kroatisch voetbalelftal is Modrić een van de dragende spelers. Tijdens het EK 2008 in Zwitserland en Oostenrijk miste hij net als twee medespelers een strafschop in de beslissende strafschoppenreeks in de kwartfinale tegen Turkije. Op 29 mei 2012 maakte toenmalig bondscoach Slaven Bilić zijn definitieve 23-koppige selectie bekend die Kroatië zou vertegenwoordigen op het Europees kampioenschap voetbal 2012 in Polen en Oekraïne. Modrić kreeg rugnummer 10 toegewezen. Bondscoach Niko Kovač nam Modrić op in de Kroatische selectie voor het wereldkampioenschap voetbal 2014 in Brazilië. Als middenvelder speelde hij naast Ivan Rakitić in het openingsduel van het toernooi tegen Brazilië (3–1 verlies). Op het wereldkampioenschap stond Modrić in alle wedstrijden in de basis. In de eerste EK-kwalificatiewedstrijd maakte Modrić op zijn verjaardag zijn negende goal voor de Vatreni, tegen Malta. Op 13 oktober 2014 scoorde Modrić vanuit een penalty voor de Vatreni tijdens een 6-0-overwinning op Azerbeidzjan. De Kroaten pakten meteen negen punten en kwamen na drie duels uit op een doelsaldo van 9-0, waarmee de Kroaten elftallen als Engeland (8-0) en IJsland (8-0) achter zich lieten. Tijdens een duel tegen Italië in november 2014 raakte de Kroatische middenvelder zwaar geblesseerd. Hierdoor moest Modrić (ongeveer) drie maanden pauzeren. Hij raakte opnieuw geblesseerd en werd niet opgeroepen door de bondscoach voor wedstrijden tegen Gibraltar en Italië in juni 2015. Zes dagen vóór zijn dertigste verjaardag, werd Modrić voor het eerst aanvoerder van de nationale ploeg, tegen Azerbeidzjan. Dit was zijn vijfentachtigste interland voor de Vatreni. Bondscoach Ante Čačić nam Modrić op in zijn definitieve selectie voor het EK 2016. Daarop maakte hij de enige treffer in de eerste groepswedstrijd van de Kroaten, tegen Turkije. Kroatië werd op 26 juni in de achtste finale tegen Portugal uitgeschakeld na een doelpunt van Ricardo Quaresma in de verlenging. Na afloop van het EK stopte Darijo Srna als international. Modrić volgde hem op als aanvoerder van de Kroatische ploeg.
Met Modrić als aanvoerder behaalde Kroatië tijdens het WK 2018, waarop Modrić scoorde in de met 3-0 gewonnen groepswedstrijd tegen Argentinië, de finale. Deze finale werd van Frankrijk verloren met 4-2. Modrić werd uitgeroepen tot beste speler van het toernooi.
In maart 2021 volgde hij Srna op als recordinternational van Kroatië met 135 interlands. Daaropvolgend maakte hij deel uit van de EK-selectie voor het EK 2020, gespeeld in 2021. Hier speelde hij alle wedstrijden tot de uitschakeling in de achtste finale tegen Spanje (na verlenging 3-5). Modric scoorde eenmaal. Hij werd op 20 mei 2024 door Zlatko Dalić opgenomen in de Kroatische selectie voor het EK 2024 in Duitsland. Op het toernooi werden Modrić en zijn landgenoten enigszins verrassend in de groepsfase uitgeschakeld. Met een benutte strafschop tegen Italië werd Modrić wel de oudste doelpuntenmaker ooit op het EK.

## Erelijst
Dinamo Zagreb
- 1. HNL: 2005/06, 2006/07, 2007/08
- Hrvatski nogometni kup: 2006/07, 2007/08
- Hrvatski nogometni superkup: 2006

 Real Madrid
- FIFA Club World Cup: 2014, 2016, 2017, 2018, 2022
- UEFA Champions League: 2013/14, 2015/16, 2016/17, 2017/18, 2021/22, 2023/24
- UEFA Super Cup: 2014, 2016, 2017, 2022, 2024
- FIFA Intercontinental Cup: 2024
- Primera División: 2016/17, 2019/20, 2021/22, 2023/24
- Copa del Rey: 2013/14, 2022/23
- Supercopa de España: 2012, 2017, 2019/20, 2021/22, 2023/24

Individueel
- Kroatisch voetballer van het jaar: 2007, 2008, 2011, 2014, 2016, 2017
- Kroatisch talent van het jaar: 2004
- Talent van het jaar in de Premijer Liga: 2003
- Beste speler van de Prva HNL: 2002
- Tottenham Hotspur Speler van het Jaar: 2010/11
- UEFA Europees Kampioenschap Team van het Toernooi: 2008
- UEFA Champions League Team van het Seizoen: 2013/14, 2015/16, 2016/17, 2017/18
- La Liga Beste Middenvelder: 2013/15, 2015/16
- FIFA FIFPro World XI 2e team: 2014
- FIFA FIFPro World XI: 2015, 2016, 2017, 2018
- La Liga Team van het Seizoen: 2015/16
- UEFA La Liga Team van het Seizoen: 2015/16
- Facebook FA La Liga Beste Middenvelder: 2016
- Wereldkampioenschap voetbal voor clubs Zilveren Bal: 2016
- UEFA Team van het Jaar: 2016, 2017
- ESPN Middenvelder van het Jaar: 2016, 2017
- UEFA Middenvelder van het Seizoen: 2016/17, 2017/18
- IFFHS World's Best Playmaker Bronzen Trofee: 2017
- IFFHS Men's World Team: 2017
- Wereldkampioenschap voetbal voor clubs Gouden Bal: 2017
- Wereldkampioenschap voetbal Gouden Bal: 2018
- Wereldkampioenschap voetbal Dream Team: 2018
- Wereldkampioenschap voetbal Fantasy McDonald’s Overall XI: 2018
- Europees Voetballer van het Jaar: 2018
- The Best FIFA Men's Player: 2018
- IFFHS World's Best Playmaker: 2018
- Ballon d'Or: 2018